# Sentymentalnie
Sentymentalnie – pierwszy album duetu Kali/Gibbs. Wydawnictwo ukazało się 10 października 2014 roku nakładem wytwórni muzycznej Ganja Mafia Label.
Album dotarł do 2. miejsca zestawienia OLiS. 14 stycznia 2015 roku płyta uzyskała w Polsce status złotej sprzedając się w nakładzie 15 tys. egzemplarzy. 11 marca uzyskała status platynowej płyty.

## Lista utworów
Opracowano na podstawie materiału źródłowego.
1. „Intro”
2. „Sentymentalnie”
3. „H.E.R.O.”
4. „Panta Rhei”
5. „Pełna szkatułka” (gościnnie: Paluch)
6. „C.O.M.A”
7. „Piękny ból”
8. „Do 3 X sztuka”
9. „Zgniłe myśli” (gościnnie: Felipe Fonos)
10. „Duchowa willa” (gościnnie: Ganja Mafia)
11. „Piękne chwile” (gościnnie: Lukasyno)
12. „Nigdy nie zapomnę”
13. „Gdzie jesteś?”
14. „A.L.I.E.N”
15. „Gdybym nie zdążył”
16. „Outro”